# 태양 (가수)
태양(본명: 동영배, 1988년 5월 18일 ~ )은 대한민국의 가수이다. 보이 그룹 빅뱅의 메인보컬, 메인댄서를 맡고 있다. 태양은 만 12세의 나이에 지누션의 3집 A-YO 뮤직 비디오 출연을 계기로 YG 엔터테인먼트 소속으로 6년여간 연습생 기간을 거친 후, 빅뱅의 멤버로 데뷔하였다. 그의 두 번째 정규 앨범 《Rise》는 미국 빌보드 200차트에서 최고 112위에 올랐는데, 이는 한국 솔로 가수 최고 기록이다. 이 음반의 타이틀 곡 "눈, 코, 입"은 빌보드 K-pop Hot 100 차트에서 1위를 차지하였다. 일본 활동시 사용하는 예명은 쏠(SOL; ソル)이며 스페인어로 태양을 뜻한다.

## 생애

### 어린 시절
태양(본명: 동영배)은 1988년 5월 18일, 경기도 의정부시에서 2남 중 막내로 태어났다. 형제로는 배우로 활동 중인 5살 연상의 형이 1명 (동현배) 있다. 그는 어린 시절부터 음악을 좋아했는데, 연기를 배워보길 권한 엄마를 따라 연기학원을 다니며 신곡초등학교 5학년 때부터 아역 배우로 활동했었다. 영화 《베사메무쵸》 등에 출연하기도 했다.
태양은 의정부 신곡중학교를 거쳐 상우고등학교에 재학 중이였지만 연예 활동으로 인해 한국문화영상고등학교으로 전학을 갔다. 2008년 11월에 대진대학교 연극영화학과에 수시모집에 합격해 09학번으로 입학해 졸업했으며, 현재 대진대학교 문화예술전문대학원 공연영상학과에 재학중이다. 그는 독실한 기독교인으로 알려져 있다. 많은 신앙에 영감을 받아 자신의 몸통 오른쪽과 등 윗쪽에 십자가를 문신했다.

### 2000–08: 연습생 시작과 빅뱅으로 데뷔
태양은 2001년 만 12세의 나이에 지누션의 4집 A-YO 뮤직 비디오 출연을 계기로 YG 엔터테인먼트 연습생이 되었다. 데뷔 이전부터 페리, 지누션, 스위티, 렉시, 세븐, 휘성 등 YG 엔터테인먼트 소속 선배가수들의 앨범에 참여하거나 피처링 무대에 서면서 연습생으로서 뮤지션의 실전 경험을 쌓았으며, 그는 비슷한 시기에 연습생으로 발탁된 동갑내기 친구 지드래곤(본명: 권지용)과 함께 약 6~7년간의 힘든 연습 기간을 거쳐 2006년 곰TV·MTV 코리아에서 방송된 서바이벌 다큐 프로그램 《리얼다큐 빅뱅(BIGBANG)》을 통해 발탁된 3명의 멤버 T.O.P, 대성, 승리와 함께 YG 엔터테인먼트에서 제작하는 최초의 아이돌 힙합 그룹 빅뱅의 멤버로 정식 데뷔하게 되었다. 당초 이 두 사람은 GDYB라는 이름의 힙합 듀오로 오랜기간 데뷔를 준비하고 있어서 처음 5인조 아이돌 그룹으로 결성된다고 했을 때 반대를 했었다고 한다. 또한 그는 데뷔를 앞두고 이전에 예명이였던 태권에서 뜨거운 태양에서 따온 이름인 태양(TAEYANG)으로 이름을 바꾸었다. 그는 빅뱅의 두 번째 싱글 음반 〈BigBang Is V.I.P〉에 수록된 "Ma Girl"으로 첫 솔로 곡을 불렀다. 이 곡은 그해 12월에 발매된 빅뱅의 첫 번째 정규 음반 《BIGBANG Vol.1》에 수록되었다. 빅뱅은 2007년 그들의 첫 번째 EP 《Always》의 발매와 동시에 타이틀 곡 "거짓말"은 엄청난 메가히트를 기록했고, 이후 두 번째 EP 《Hot Issue》의 "마지막 인사"와 세 번째 EP 《Stand Up》의 "하루하루"가 연이어 차트 정상을 차지하며 최정상의 대세 그룹으로 우뚝 섰다.

### 2008: 솔로 가수로서 경력 시작
태양은 이후 같은 소속사 선배 가수 렉시의 음반에 참여하였고, 태양은 자신의 솔로 음반을 발표할 예정이었다. 당초에는 9월에 발매될 예정이었지만, 이 프로젝트는 그의 그룹의 일정 등이 겹치게 되면서 다시 밀렸다. 태양은 2008년 5월 2일, 그의 데뷔 EP 음반 《Hot》을 발매했으며, 이 음반에는 1TYM의 테디, 양현석, 쿠시와 지드래곤이 참여하였다. 빅뱅의 힙합 음악 장르에서 이동해서 태양의 음반에서는 주로 R&B 음악에 메인 초점을 맞췄다. 그는 음반의 노래 작업에 참여를 못한 것에 대한 인정을 하며 실망을 표현했다. 그는 나중에 자신의 음악에 대한 생각과 아이디어를 완벽하게 표현할 수 있을 때 미래에 그렇게 할 것이라고 말했다. 그의 타이틀 곡 "나만 바라봐"는 R&B 노래로 테디와 쿠시가 곡을 썼다. 그는 빅뱅의 첫 해외 투어 콘서트 Global Warning Tour에서 첫 선보였으며, 2008년 6월 1일 《SBS 인기가요》에서 성공적인 데뷔 무대를 가졌다. 이 노래에 대해 대중뿐만 아니라 선배 가수들로부터도 호평을 받으며 대중과 평단 모두 만족시킨 수작이라는 호평을 받았다. 지드래곤이 이후 새롭게 부른 "나만 바라봐 Part 2"를 깜짝 발표하기도 했다. 또 다른 곡인 "기도"는 테디가 작곡한 곡으로 이 곡도 뮤직 비디오를 모두 촬영했다. 그의 앨범의 지원하는 첫 단독 솔로 콘서트 "TAEYANG HOT CONCERT"을 2008년 7월 20일 멜론 악스에서 개최했다. 이 공연은 5일 티켓 예매를 시작하자마자 10여분만에 2회 공연 4000석이 매진되고 입금까지 모두 완료되어 암표 가격이 10배로 치솟는 기현상을 일으키며 폭발적인 반응을 보였다. 태양은 2008년 8월 7일 미국의 여성 R&B 가수 앨리샤 키스의 내한 콘서트의 오프닝 게스트로 초청되어 오프닝 무대를 장식했다. 앨리샤 키스의 음반사이자 이 공연 기획을 맡은 소니비엠지 코리아 측은 "이번 오프닝 게스트로 앨리샤 키스의 명성에 걸맞은 가수를 찾던 중 최근 국내 R&B가수로 두드러진 활동을 보이고 있는 태양이 적격이라고 판단, 요청하게 됐다"고 선정 배경을 밝혔다. 태양은 이 음반으로 2009년 제6회 한국대중음악상에서 최우수 알앤비&소울 부문에서 아이돌 출신으로는 이례적으로 앨범상과 노래상을 수상하며 2관왕을 차지했다. 또한 이 음반은 소리바다와 대중음악 웹진 100비트를 비롯한 음악 전문가들이 함께 진행한 '2000년대 베스트 앨범 100' 국내 부문에서 79위로 선정되었다. 김학선 대중음악 평론가는 그의 저서 "K-POP 세계를 홀리다"에서 2000년대 명반 20장을 소개하며 태양의 《Hot》을 17위로 선정했다.

### 2009-10: 빅뱅 활동 &Solar
2009년 대부분의 기간 동안 태양은 빅뱅의 활동에 주력했으며, 소속사의 후배인 여성 그룹 2NE1과 "롤리팝" 핸드폰의 CM송이자 콜라보레이션 싱글 음반 〈Lollipop〉을 발표했다. 그는 이후 빅뱅의 일본 음반의 프로모션 활동을 하기 위해 일본으로 이동했다. 빅뱅의 활동이 종료된 후, 태양은 그의 다음 솔로 활동을 준비하기 위해 다시 새 음반의 녹음을 시작했다. 태양은 이전의 솔로 음반을 발표한 뒤 1년 5개월 만인 2009년 10월 15일 첫 번째 디지털 싱글 〈Where U At〉을 발매했다. 또한 이 노래의 멜로디를 직접 만들며 프로듀서인 테디와 함께 공동 작곡가로 처음 이름을 올렸다. YG 엔터테인먼트는 이 곡에 대해 "특별한 홍보활동이나 방송출연 계획이 전혀 없다"고 밝혔다. 하지만 팬들의 뜨거운 반응으로 2009년 10월 25일 《SBS 인기가요》에서 단 한 번의 음악방송 완곡 무대를 가졌다.
태양은 2009년 11월 13일 두 번째 디지털 싱글 〈웨딩드레스〉를 발매했다. 이 노래는 온라인 동영상 공유 사이트 유튜브를 통해 세계적으로 알려졌으며, 특히 북미 지역에서 폭발적인 인기를 끌어 각종 커버 및 패러디 영상이 제작되었다. 네덜란드의 라디오 프로그램 온라인 차트에서 3위를 차지했다. 태양은 2010년 4월 1일 잠실실내체육관에서 열린 브라이언 맥나잇의 내한공연에 오프닝 게스트로 초청되어 〈Where U At〉과 〈웨딩드레스〉를 부르며 무대를 달구었고, 브라이언 맥나잇과 함께 〈My Kind Of Girl〉을 부르며 듀엣 무대를 가졌다.
태양은 2010년 7월 1일 첫 번째 정규 앨범 《Solar》을 발매하였다. 이 음반은 디럭스 에디션을, 2010년 7월 9일 일반판의 두 가지 버전으로 발매하였다. 디럭스 에디션은 30,000장 한정으로 발매되었고, 발매 당일 온·오프라인 매장 모두 매진되는 기염을 토했다. 이 음반은 아이튠즈로 발매되어 미국과 캐나다 아이튠즈 R&B/Soul 앨범 차트에서 각각 2위와 1위를 기록했는데, 이는 아시아 가수로는 유일한 기록이다. 이외에도 〈웨딩드레스〉의 뮤직 비디오가 유튜브에서 조회수 1000만 건을 돌파하는 등의 성과를 거두었고, 이를 계기로 양현석 대표는 2010년 8월 2일 YG 엔터테인먼트 공식 홈페이지를 통해 정규 앨범에 수록하지 않은 두 곡의 신곡을 포함하여 그동안 태양이 발표했던 곡들 중 해외 팬들이 가장 좋아할만한 곡들을 선정해 《인터내셔널 릴리즈 앨범 (Solar International)》을 발매할 것이라고 발표했다. 태양은 2010년 7월 1일 《엠 카운트다운》에서 컴백 무대를 가졌다. 8월 14일 "I Need A Girl"의 방송 활동을 마무리한 그는 인터내셔널 릴리즈 앨범에 수록된 신곡 "I'll Be There"로 2010년 8월 21일 《쇼! 음악중심》에 출연하며 방송 활동을 재개하였다. 태양은 2010년 9월 25일과 26일 경희대학교 평화의 전당에서 미성년자와 성인 관람가로 나누어 2회 공연의 단독 콘서트 TAEYANG SOLAR CONCERT를 개최하였다. 26일 콘서트에서는 앵콜 무대와 메이킹 영상 상영이 끝난 후에도 자리를 떠나지 못하던 관객들이 다시 한 번 앵콜을 요청하자 태양이 재등장하여 예정에 없던 '더블 앵콜'이라는 이색 볼거리가 연출되었다. 태양은 2010년 10월 9일 용산 전쟁기념관 평화의 광장에서 개최된 서울 소울 페스티벌 2010에 참여하였다. 이후 그는 2010년 11월 28일 중국 마카오에서 개최된 Mnet 아시안 뮤직 어워드에서 최우수 남자가수상을 수상하였다.

### 2011-12: 계속된 빅뱅 활동

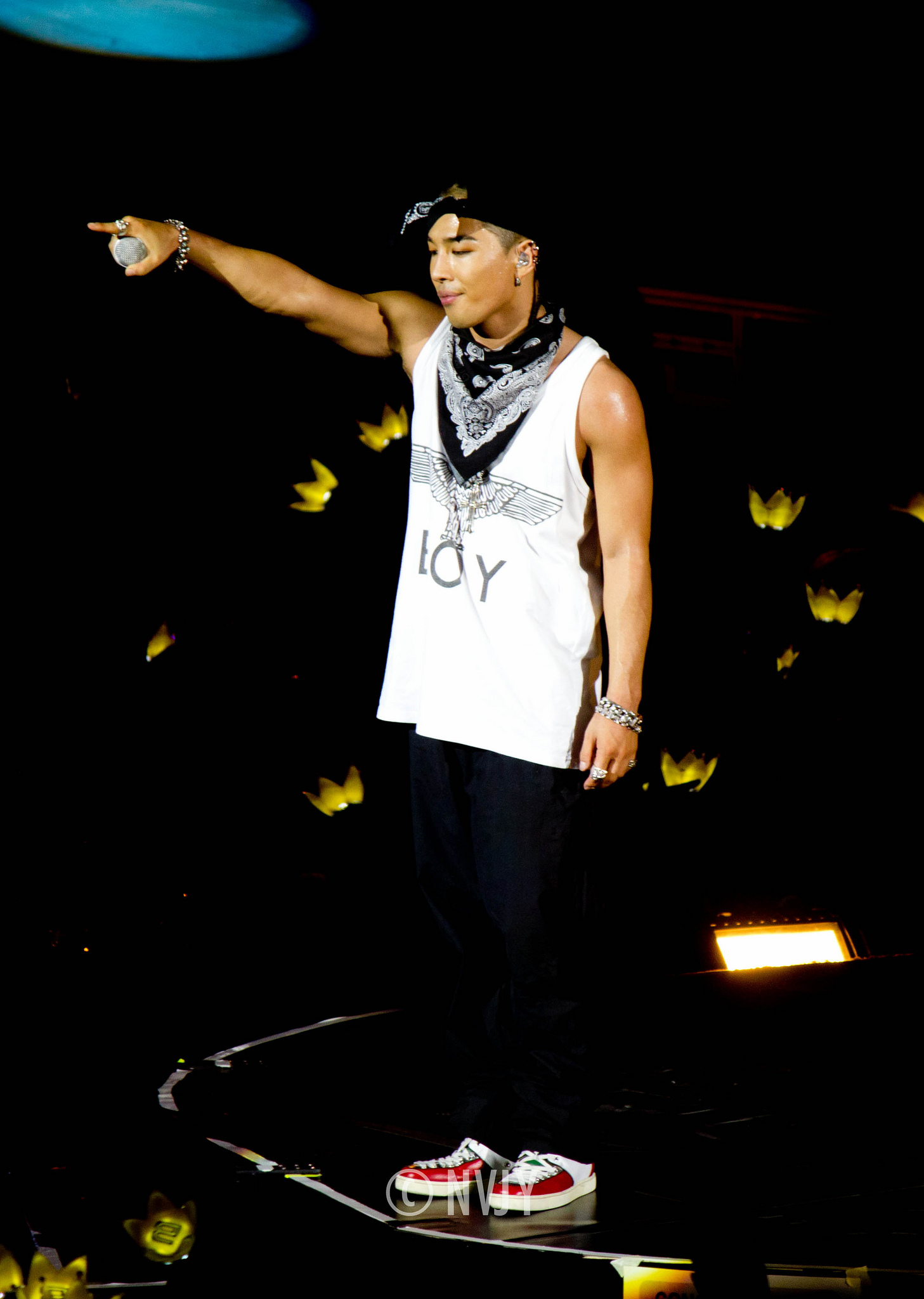
2012년 9월, "Alive World Tour"에서 태양.

2011년 동안, 빅뱅은 그들의 네 번째 EP 《Tonight》을 발매했다. 이후 대성이 교통사고 치사사건, 지드래곤이 대마초 흡연사건에 각각 연루되어 빅뱅의 활동을 전면 중단했다. 2011년 11월 6일, 북아일랜드의 벨파스트에서 열린 MTV 유럽 뮤직 어워드(EMA)에 참석하며 첫 공식 석상에 모습을 드러냈다.

### 2013-14:Rise
태양은 2013년 11월 9일 세 번째 디지털 싱글 〈RINGA LINGA〉를 발매했다. 미국의 영화 사이트 "TC 캔들러"에서 선정한 "세계에서 가장 잘생긴 얼굴" 33위에 뽑혔다. 태양은 BIGBANG의 멤버로서 일본, 홍콩, 중화민국, 싱가포르, 말레이시아, 중화인민공화국을 방문해, 아시아를 통해 팬미팅을 시작했다. 그는 또한 YG 엔터테인먼트 투어의 "YG 파워 투어"로 아시아 7개 도시를 돌며 40만명을 동원한 공연에 합류했다. YG 엔터테인먼트는 4년만인 2014년 6월 2일에 태양의 두 번째 정규 앨범 《Rise》를 발매한다고 발표했다. 이후 이 음반은 발매 동시에 각종 한국 음원 차트에 1위를 올킬하였고, 10개 국가의 아이튠즈 앨범 차트에서 1위를 차지하였다.(21개 나라에서 TOP 50에 듬) 또한 19개 나라 미국, 영국, 캐나다, 오스트레일리아, 러시아, 홍콩과 덴마크의 아이튠즈 R&B/Soul 앨범 차트에서 1위를 차지하였다.(25개 나라에서 TOP 50에 듬) 또한 K-pop 음반으로는 세 번째로, 솔로 가수로서 미국 빌보드 Hot 200에서 최고 기록인 112위를 차지했으며, 빌보드 월드 앨범 차트와 히트시커스 앨범 차트에서 1위를 차지했다.
YG 엔터테인먼트는 2014년 11월 17일, 힙합 프로젝트로, 태양과 지드래곤이 함께 GD X TAEYANG라는 유닛을 결성한다고 발표하였고, 2014년 11월 21일에 디지털 싱글 〈Good Boy〉를 발매했다. 이 곡은 빌보드 월드 디지털 송 차트에서 한국 가수로는 싸이와 2NE1에 이어 세 번째로 1위를 차지하며 5,000 카피의 다운로드를 기록했다. 이후 태양은 2014년 12월 3일 홍콩에서 개최된 Mnet 아시안 뮤직 어워드에서 남자가수상, 최우수 보컬 퍼포먼스상, 올해의 노래상을 수상하며 3관왕을 차지하였다.

### 2015-현재: 빅뱅의 3년만의 컴백
2015년 4월, YG 엔터테인먼트는 5월 1일부터 8월 1일까지 4개월 동안 매 달 M.A.D.E 프로젝트 싱글 앨범을 발매 계획을 밝히며 빅뱅의 3년만의 컴백을 발표했다. 태양은 2015년 8월, 무한도전 '영동 고속도로 가요제'에 첫 참여하였고, 세 번째 출연인 지드래곤과 함께 출연했다. 《무한도전》의 새로운 멤버로 합류한 제국의 아이들의 광희와 "맙소사"로 호흡을 맞추었다.
2022년 논란속에 승리를 제외한 4인조로 '봄 여름 가을 겨울'이란 곡으로 차트를 휩쓸며 돌아왔지만 오프라인 활동은 하지않아 팬들의 아쉬움을 샀다.
2022년 12월 26일, 연습생 시절부터 함께했던 YG 엔터테인먼트와 결별하고 꾸준히 작업을 같이한 테디가 수장으로 있는 더블랙레이블로 이적하였다.
2023년 1월 13일 오후 2시에 방탄소년단의 멤버 지민이 피쳐링으로 참여한 디지털 싱글 〈VIBE〉를 발매했다. 이후에 〈Down to Earth〉의 수록곡이 된다.
2023년 4월 25일 오후 6시, 두 번째 EP 앨범 〈Down to Earth〉를 발매했다. 수록곡에 BLACKPINK의 멤버 리사와 빈지노, 브라이언 체이스 등이 피처링으로 참여한다.

## 무대 위에서의 평가
- 에픽하이의 타블로가 2008년 6월 9일 라디오 방송 《두시의 데이트 박명수입니다》에서 최근 에픽하이를 자극시킨 가수로 태양을 꼽으며 "솔로 앨범 냈는데 너무 멋있더라. 내가 그런 음악을 되게 좋아하는데, 흑인음악을 누가 그렇게 제대로 한 적이 없다. 그래서 이번에 앨범 듣고 놀랐다." 라며 칭찬을 아끼지 않았다.[56]
- 라이머가 2008년 6월 17일 라디오 방송 《최화정의 파워타임》에서 "이렇게 춤추고 이렇게 노래하는 한국 사람은 태양밖에 못 봤다. 흑인의 느낌을 제대로 표현한다. 프로듀서 입장에서 가장 탐나는 가수이다."라며 극찬했다.[57]
- 박진영이 TV 프로그램 《유재석 김원희의 놀러와》 273회에 출연하여 프로듀서 하고 싶은 가수 2위로 태양을 꼽으며 "춤을 잘 추는 사람은 많지만, 그게 완전히 몸에 익으면 박자를 가지고 노는 상황이 온다. 보통 흑인분들이 자유자제로 잘 되는데 태양군은 진짜 춤을 잘 추더라. 옛날에도 잘 춘다고 생각했지만 또 늘었다. 이번에 〈Where U At〉 뮤직 비디오를 봤는데 진짜 깜짝 놀랐다. 그럼 나는 본능적으로 곡 작업이 해 보고 싶어진다." 라고 언급했다.[58]
- 동아일보가 2010년 8월 24일~30일 대중음악평론가, 작곡가 등 가요 전문가 21명을 대상으로 진행한 아이돌 가수 설문조사에서 태양이 춤 1위, 솔로 성공 잠재력 1위, 가창력 2위로 선정되었다. 한동윤 대중음악평론가는 "태양은 춤과 노래를 동시에 깔끔하게 표현할 수 있어 라이브 무대에 적합한 데다 변화와 발전에 항상 의욕적"이라고 평했다. 강일권 리드머 편집장은 "태양은 흑인음악 특유의 그루브(Groove·흥겨운 리듬감)를 국내 가수 가운데 가장 잘 표현하고 있다"고 말했다.[59]
- 스포츠한국이 유명 댄스팀 단장 5명에게 물은 아이돌 최고 춤꾼 설문조사에서 태양이 5명 단장 중 3명의 지지를 얻어 1위를 차지했다. 태양의 소속사 YG 엔터테인먼트의 안무를 담당하는 하이테크의 이재욱 단장은 "힘과 스킬(기술), 표정 등 태양의 춤솜씨를 따라올 사람이 없다"고 말했다. JYP 엔터테인먼트의 박남용 안무단장은 "동작이 깔끔하고 감정을 실어 표현하는데 능하다"고 극찬했다. SM 엔터테인먼트 소속 가수들의 안무를 짜는 비트버거의 황상훈 단장 역시 "스킬이 탁월하다"며 태양의 손을 들어 줬다.[60]
- 케이블 TV 프로그램 《주간 아이돌》에서 태양은 아이돌 스타들이 직접 투표한 "아이돌도 한 수 배워보고 싶은 댄스의 제왕" 1위로 선정되었다.
- 이데일리가 안무가 27명에게 물은 남자 그룹 멤버별 퍼포먼스에 대한 설문에서 태양이 7표를 얻어 1위로 선정됐다. 이효리, 바다 등의 안무를 제작한 이원우는 "태양은 춤을 알고서 춘다. 감정을 실어 추는 게 인상적"이라고 설명했다. 씨야, 이정현, FT 아일랜드, 노라조 등의 댄서로 활약했던 김태규는 "무대 위에서의 섬세함과 댄서들과의 호흡, 함부로 흉내낼 수 없는 필(feel)이 가장 큰 이유"라며 태양을 첫손에 꼽았다.[61]

## 음반 목록
정규 음반
- 2010 Solar
- 2014 Rise
- 2017 WHITE NIGHT

미니 음반
- 2008 Hot
- 2023 Down to Earth

디지털 싱글
- 2009 Where U At
- 2009 Wedding Dress
- 2013 Ringa Linga
- 2017 LOUDER
- 2023 VIBE (Feat. Jimin of BTS)

## 작품 목록

### 영화
| 년도 | 제목       | 역할 | 참고 |
| ---- | ---------- | ---- | ---- |
| 2001 | 베사메무쵸 | 정우 | 단역 |

### 방송
| 년도       | 방송사   | 제목                  | 역할          |
| ---------- | -------- | --------------------- | ------------- |
| 2010       | 온스타일 | Real Sound by Taeyang | 고정          |
| 2015       | Mnet     | SHOW ME THE MONEY 4   | 피쳐링        |
| 2016       | SBS      | 판타스틱 듀오         | 고정          |
| 2017       | MBC      | 나 혼자 산다          | 게스트        |
| 2017       | MBC      | 무한도전              | 게스트        |
| 2017       | JTBC     | 아는 형님             | 게스트        |
| 2017       | SBS      | 판타스틱 듀오 시즌2   | 게스트        |
| 2017       | JTBC     | 믹스나인              | 심사위원      |
| 2017       | tvN      | 그녀석들의 이중생활   | 고정          |
| 2017~ 2018 | tvN      | 그녀석들의 이중생활   | 고정          |
| 2023       | MBC      | 전지적 참견 시점      | 게스트        |
| 2023       | TvN      | 유퀴즈                | 게스트        |
| 2023       | EBS1     | EBS 스페이스 공감     | 게스트        |
| 2023       | KBS 2TV  | 홍김동전              | 게스트        |
| 2024       | Mnet     | I-LAND2 N/a           | 메인 프로듀서 |
| 2024       | 유튜브   | 집대성                | 게스트        |

### 광고
| 연도          | 기업명                         | 브랜드명                          | 종류          | 공동 출연 | 비고         |
| ------------- | ------------------------------ | --------------------------------- | ------------- | --------- | ------------ |
| 2013년        | 일본 스트리트 댄스 협회(JSDA)  | 〈비주얼 아티스트 이미지 캐릭터〉 | 캠페인        |           |              |
| 2014년        | 나이키                         | 〈JUST DO IT - 스튜디오 편〉      | 스포츠 브랜드 |           |              |
| 2014년        | NONAGON                        | NONAGON x TAEYANG&CL              | 의류          | CL        | 모델         |
| 2014년~2015년 | 캘빈클라인                     | 〈CK ONE〉                        | 향수          |           | 전 세계 지역 |
| 2015년        | 엠케이트렌드                   | 〈NBA〉                           | 의류          | 초아      |              |
| 2016년        | 준지                           | 〈준지〉                          | 의류          | 지드래곤  |              |
| 2017년        | 렉서스 Korea                   | LEXUS LC500h X TAEYANG            | 자동차        |           | 모델         |
| 2017년        | 펜디                           | Fendi X Youngbae                  | 의류          |           | 모델         |
| 2023년        | 버드와이저                     | 버드와이저                        | 맥주          |           | 콜라보       |
| 2023년        | 룰루레몬                       | Find Your Wellbeing               | 의류          | 전소미    | 캠페인       |
| 2023년        | 인스파이어 엔터테인먼트 리조트 | 인스파이어 아레나                 | 시설          |           | 캠페인       |

## 홍보대사
- 2017년 FENDI의 Muse로 위촉
- 2017년 6월 ~ 2018년 2월 8일 2018 평창 동계올림픽대회 및 동계패럴림픽대회의 홍보대사 위촉
- 2023년 지방시의 글로벌 앰버서더로 위촉

## 투어
- 2008: TAEYANG HOT CONCERT
- 2010: TAEYANG SOLAR CONCERT
- 2014: TAEYANG RISE TOUR
- 2017: TAEYANG WHITE NIGHT TOUR
- 2024: TAEYANG THE LIGHT YEAR TOUR

## 가족관계
- 형: 동현배
- 배우자: 민효린 (2018년 2월 3일 결혼 ~ 현재)
  - 자녀: 아들 (2021년 11월)